# Glypta pectinata
Glypta pectinata är en stekelart som beskrevs av Dasch 1988. Glypta pectinata ingår i släktet Glypta och familjen brokparasitsteklar. Inga underarter finns listade i Catalogue of Life.